# Všechno nebo nic (Glee)
Všechno nebo nic (v anglickém originále All or Nothing) je dvacátá druhá epizoda a závěrečná epizoda čtvrté seriále amerického hudebního televizního seriálu Glee. V celkovém pořadí se jedná o osmdesátou osmou epizodu tohoto seriálu. Napsal ji Ian Brennan, režíroval Bradley Buecker a poprvé se vysílala ve Spojených státech dne 9. května 2013 na televizním kanálu Fox.
Patty Duke a Meredith Baxter se v epizodě objevily jako lesbický pár Jan a Liz. Jessica Sanchez se vrací v roli Fridy Romero, zpěvačky konkurenčního sboru, když sbory navzájem soutěží na regionálním kole.

## Příběh

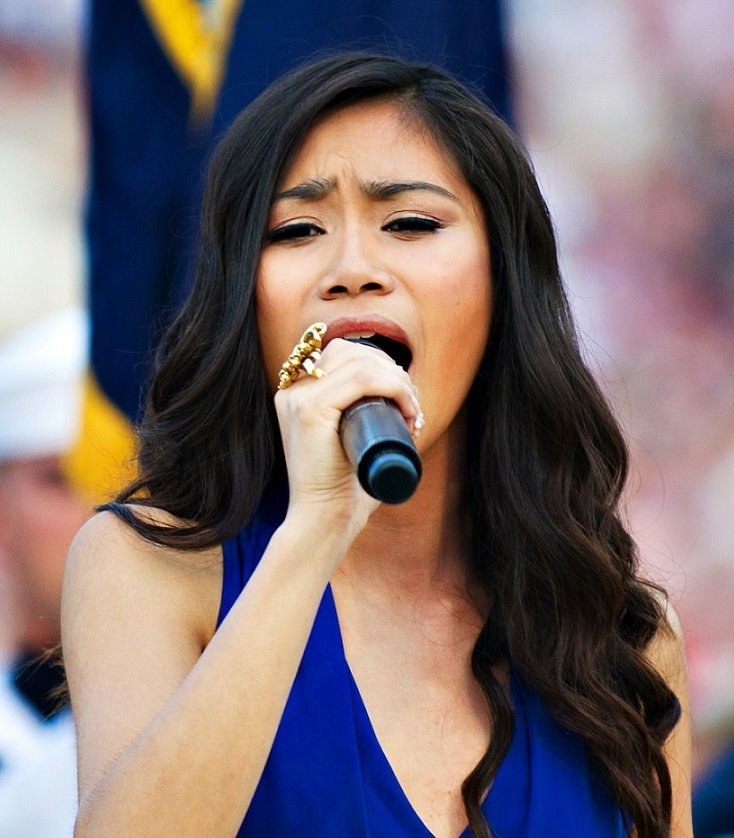
V epizodě se objevila Jessica Sanchez v roli Fridy Romero, zpěvačky konkurenčního sboru

Vedoucí sboru Will Schuester (Matthew Morrison) oznámí, že se regionální kolo soutěže sborů bude letos konat na McKinleyově střední škole kvůli tomu, že v původním místě konání je nepříznivé počasí. Také povzbudí celý sbor, aby drželi palce Rachel Berry (Lea Michele), která nyní zpívá na posledním kole konkurzu na broadwayský revival muzikálu Funny Girl.
Brittany Pierce (Heather Morris) navštěvuje Massachusettský technický institut (MIT), kde jí je oznámeno, že je matematický génius. Brittany se vrátí do Limy a začne být arogantní, odmítá vystoupit na regionálním kole, odchází od roztleskávaček a rozchází se se Samem Evansem (Chord Overstreet). Poté, co se Willovi a bývalé trenérce roztleskávaček Sue Sylvester (Jane Lynch) nepodaří přimět Brittany, aby změnila své chování, tak Sam volá Santaně Lopez (Naya Rivera), aby přijela do Limy. Poté, co si Santana s Brittany promluví, tak se Brittany rozhodne, že na regionálním kole vystupovat bude. Brittany ve sboru prozradí, že jí byl nabídnut předčasný vstup do MIT a se všemi se loučí, protože odchází ihned po regionálním kole.
Blaine Anderson (Darren Criss) chce stále požádat Kurta Hummela (Chris Colfer) o ruku. Během nákupu zásnubního prstýnku potká lesbickou prodavačku šperků Jan (Patty Duke), která se svou partnerkou Liz (Meredith Baxter) žije již mnoho let. Blaine a Kurt jdou později na večeři s Jan a Liz, kde jim Jan a Liz vysvětlují, jak se jejich vztah v průběhu let vyvíjel a s jejich zkušenostmi, když ještě společnost nepřijímala homosexuály. Jan poukáže na rostoucí číslo států, kde je povolen sňatek lidí stejného pohlaví a požádá Liz o ruku, což později povzbudí Blaina.
Ryder Lynn (Blake Jenner) také odmítá vystoupit na regionálním kole, dokud mu Katie neodhalí sama svou identitu. Marley Rose (Melissa Benoist) se přihlásí, ale nakonec se Wade „Unique“ Adams (Alex Newell) přizná, že Katie je ve skutečnosti on; Unique se do Rydera zamilovala a vytvořila si falešnou identitu, aby se k němu dostala blíž. Ryder se pro dobro sboru rozhodne na regionálním kole vstoupit, ale řekne, že ihned po něm ze sboru odchází a také, že s Unique již nikdy nepromluví.
Na regionálním kole konkurenční sbor Hoosierdaddies, vedený Fridou Romero (Jessica Sanchez), zpívá „Clarity“ a „Wings“. New Directions vystupují s písněmi „Hall of Fame“ a „I Love It“, na což naváže Marleyina původní píseň „All or Nothing“. New Directions vyhrávají regionální kolo a vracejí se do sborové místnosti, kde se ukazuje školní výchovná poradkyně Emma Pillsbury (Jayma Mays) s oddávajícím a oznamuje, že se teď s Willem budou brát. Po obřadu Will a Emma oslavují s New Directions, zatímco Blaine za svými zády drží krabičku se zásnubním prstýnkem.

## Seznam písní
- „To Love You More“
- „My Cup“
- „Rainbow Connection“
- „Clarity“
- „Wings“
- „Hall of Fame“
- „I Love It“
- „All or Nothing“

## Obsazení
| Chris Colfer      | Kurt Hummel           |
| Darren Criss      | Blaine Anderson       |
| Jane Lynch        | Sue Sylvester         |
| Kevin McHale      | Artie Abrams          |
| Lea Michele       | Rachel Berry          |
| Cory Monteith     | Finn Hudson           |
| Heather Morris    | Brittany Pierce       |
| Matthew Morrison  | William Schuester     |
| Chord Overstreet  | Sam Evans             |
| Amber Riley       | Mercedes Jones        |
| Naya Rivera       | Santana Lopez         |
| Mark Salling      | Noah „Puck“ Puckerman |
| Harry Shum mladší | Mike Chang            |
| Jenna Ushkowitz   | Tina Cohen-Chang      |